# Balacra melaena
Balacra melaena là một loài bướm đêm thuộc phân họ Arctiinae, họ Erebidae.